# Eurygenius perforatus
Eurygenius perforatus là một loài bọ cánh cứng trong họ Anthicidae. Loài này được Fall miêu tả khoa học năm 1929.